# Diocesi di Chișinău
La diocesi di Chișinău (in latino Dioecesis Chisinauensis) è una sede della Chiesa cattolica in Moldavia immediatamente soggetta alla Santa Sede. Nel 2023 contava 19.920 battezzati su 3.567.000 abitanti. È retta dal vescovo Anton Coșa.

## Territorio
La diocesi comprende tutta la Moldavia.
Sede vescovile è la città di Chișinău, dove si trova la cattedrale della Divina Provvidenza.
Il territorio è suddiviso in 20 parrocchie.

## Storia
Dopo l'unione della Bessarabia con la Romania al termine della prima guerra mondiale, papa Benedetto XV, con il decreto Quum nonnullae della Congregazione Concistoriale, sancì nel 1921 il distacco delle parrocchie di rito latino di Chişinău, Bălți, Tighina, Hotin e Crasna dalla diocesi di Tiraspol e la loro aggregazione alla diocesi di Iași.
Nel 1936 erano censite dieci parrocchie di rito latino per un totale di poco più di dodicimila fedeli.
Al termine della seconda guerra mondiale, con il passaggio della Bessarabia all'Unione Sovietica, le parrocchie latine furono date in amministrazione agli arcivescovi di Riga.
Ottenuta l'indipendenza dall'Unione Sovietica, la Santa Sede eresse il 28 ottobre 1993, con il decreto Quo aptius della Congregazione per i Vescovi, l'amministrazione apostolica della Moldavia.
Il 27 ottobre 2001 l'amministrazione apostolica è stata elevata a diocesi con la bolla Sollicitus de spirituali di papa Giovanni Paolo II.
Il 3 aprile 2019 la Congregazione per il culto divino e la disciplina dei sacramenti ha concesso ai sacerdoti che vivono nella diocesi di celebrare fino a quattro messe la domenica e nelle feste di precetto.

## Cronotassi dei vescovi
Si omettono i periodi di sede vacante non superiori ai 2 anni o non storicamente accertati.
- Anton Coșa, dal 28 ottobre 1993

## Statistiche
La diocesi nel 2023 su una popolazione di 3.567.000 persone contava 19.920 battezzati, corrispondenti allo 0,6% del totale.
| anno | popolazione | popolazione | popolazione | presbiteri | presbiteri | presbiteri | presbiteri                | diaconi | religiosi | religiosi | parrocchie |
| anno | battezzati  | totale      | %           | numero     | secolari   | regolari   | battezzati per presbitero | diaconi | uomini    | donne     | parrocchie |
| ---- | ----------- | ----------- | ----------- | ---------- | ---------- | ---------- | ------------------------- | ------- | --------- | --------- | ---------- |
| 1999 | 20.000      | 4.340.000   | 0,5         | 12         | 6          | 6          | 1.666                     |         | 8         | 20        | 9          |
| 2001 | 20.000      | 4.378.000   | 0,5         | 15         | 8          | 7          | 1.333                     | 1       | 17        | 26        | 11         |
| 2002 | 20.000      | 4.340.000   | 0,5         | 18         | 10         | 8          | 1.111                     | 1       | 16        | 33        | 11         |
| 2003 | 20.000      | 4.247.700   | 0,5         | 20         | 12         | 8          | 1.000                     | 2       | 18        | 35        | 11         |
| 2004 | 20.000      | 4.247.700   | 0,5         | 14         | 6          | 8          | 1.428                     | 1       | 18        | 40        | 11         |
| 2006 | 20.000      | 3.800.000   | 0,5         | 24         | 11         | 13         | 833                       | 1       | 22        | 43        | 13         |
| 2013 | 20.000      | 4.334.000   | 0,5         | 32         | 17         | 15         | 625                       | 2       | 20        | 35        | 19         |
| 2016 | 20.000      | 3.800.000   | 0,5         | 31         | 16         | 15         | 645                       | 1       | 18        | 27        | 20         |
| 2019 | 20.000      | 3.547.500   | 0,6         | 28         | 17         | 11         | 714                       | 2       | 13        | 28        | 20         |
| 2021 | 19.980      | 3.544.140   | 0,6         | 27         | 18         | 9          | 740                       |         | 11        | 23        | 20         |
| 2023 | 19.920      | 3.567.000   | 0,6         | 24         | 15         | 9          | 830                       | 2       | 11        | 26        | 20         |